# Dorfkirche Dümde

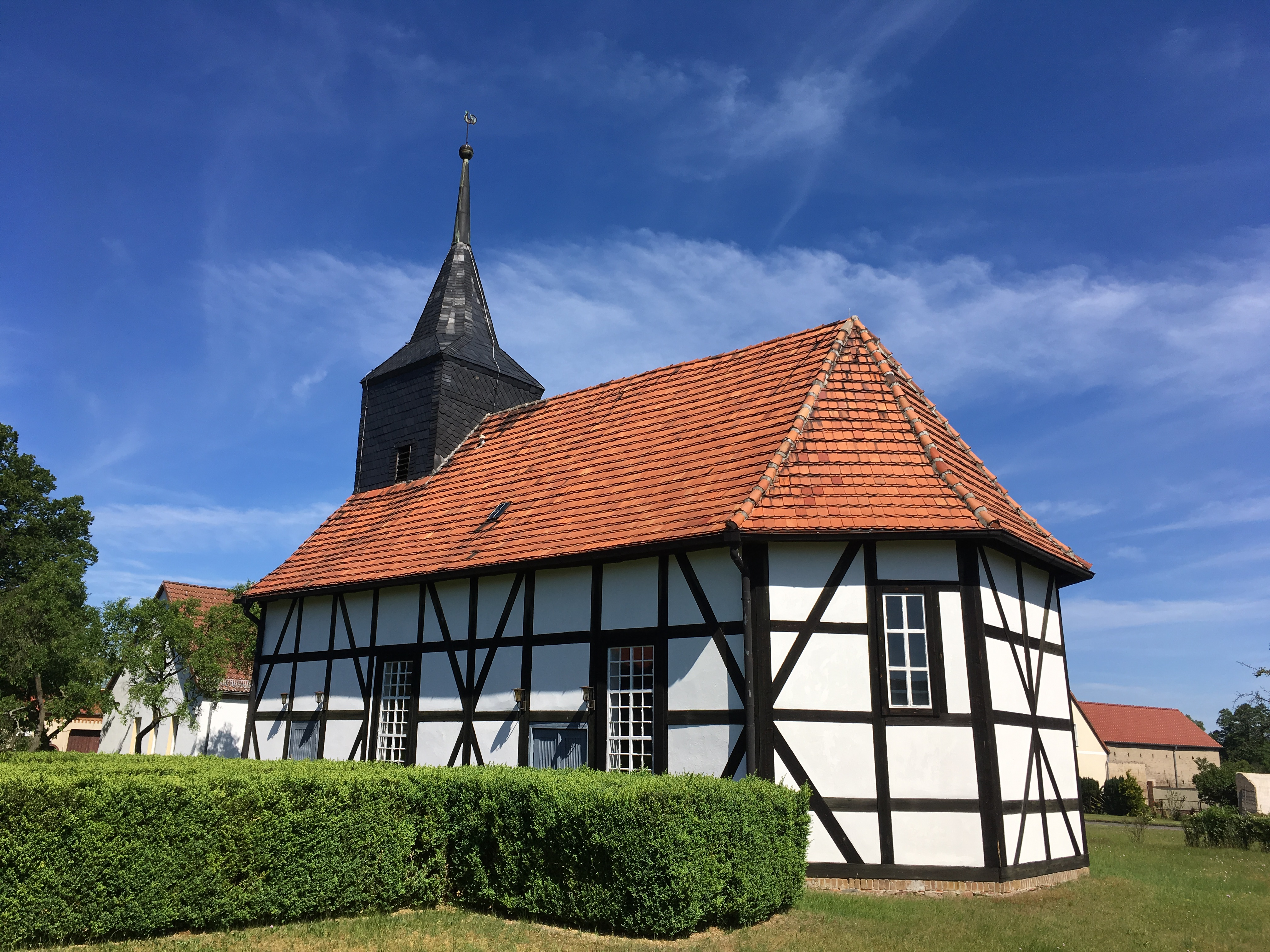
Dorfkirche Dümde

Die evangelische Dorfkirche Dümde ist eine Fachwerkkirche in Dümde, einem Ortsteil der Gemeinde Nuthe-Urstromtal im Landkreis Teltow-Fläming im Land Brandenburg. Die zugehörige Kirchengemeinde gehört zum Pfarrsprengel Woltersdorf–Jaenickendorf im Kirchenkreis Zossen-Fläming der Evangelischen Kirche Berlin-Brandenburg-schlesische Oberlausitz.

## Lage
Das Dorf entstand als slawischer Rundling, der von Osten her über die Landstraße 70 erschlossen wird. Von dort führen nördlich die Schönefelder Straße, südlich die Straße Am Dorfring zu, die sich im Westen vereinen und als Jänickendorfer Straße gen Westen weiterführen. Auf der so eingeschlossenen, ringförmigen Fläche steht die Kirche im westlichen Bereich.

## Geschichte
Der Sakralbau entstand im Jahr 1793. 1832 vergrößerte die Kirchengemeinde die Fenster und platzierte die Kanzel von der Nordseite des Langhauses über den Altar. Die Empore sowie das Gestühl erneuert der Luckenwalder Zimmermeister Heinrich. 1881 sanierten Handwerker das Gefach und deckten den Turm mit Schiefer ein. Von 1981 bis 1983 erfolgte eine Renovierung.

## Baubeschreibung

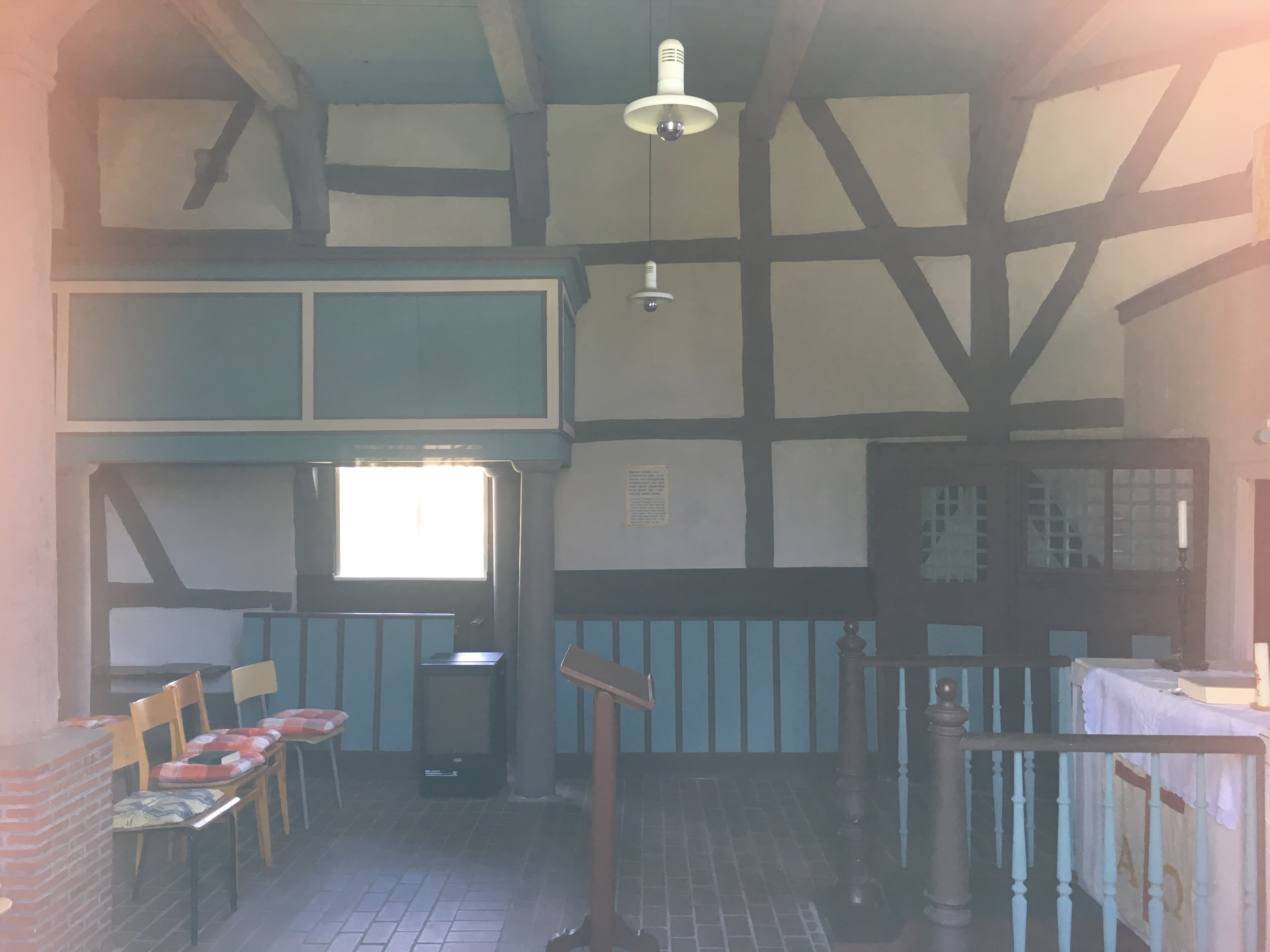
Blick ins Kirchenschiff

Das Bauwerk wurde überwiegend aus Fachwerk bestehend aus schwarz gestrichenem Holz errichtet. Das Gefach aus Lehm ist dabei weiß verputzt. Der Chor ist nicht eingezogen und hat einen dreiseitigen Schluss sowie an den nördlichen und südlichen Seiten je ein rechteckiges Fenster.
Daran schließt sich das Kirchenschiff an. An seiner Nordseite sind zwei große, ebenfalls rechteckige Fenster. Sie werden an der Südseite durch je zwei links davon angeordnete, rechteckige Pforten ergänzt.
Die westliche Wand sowie der Giebel wurden hingegen aus dunklem Mauerstein errichtet. Er führt in das Turmgeschoss, das quadratisch und stark eingezogen ist. An der Westwand sind zwei, an der Nord- und Südwand je eine Klangarkade. Daran schließt sich der geknickte Helm an, der mit Turmkugel und Wetterfahne abschließt.

## Ausstattung
Die einheitliche Ausstattung, darunter ein Kanzelaltar, stammt aus der Bauzeit der Kirche. Hinzu kommen ein Kelch sowie eine Weinkanne aus Zinn aus der zweiten Hälfte des 18. Jahrhunderts. Die Kirche ist in ihrem Innern flach gedeckt.